# Riale (Zola Predosa)
Riale (Rièl in dialetto bolognese) è una frazione del comune di Zola Predosa e in parte minore del comune di Casalecchio di Reno, nella città metropolitana di Bologna.

## Geografia fisica
Si trova a circa 2,5 chilometri dal capoluogo comunale di Zola Predosa ed a 12,5 km dal Capoluogo di regione. La sua locazione favorisce la funzionalità del paese come città dormitorio, a favore delle imprese industriali e commerciali delle vicinanze. 

## Monumenti e luoghi d'interesse
Fra gli edifici più significativi figura la chiesa parrocchiale di San Luigi Gonzaga di Riale, che come una piccola parte del paese, fa parte del territorio comunale di Casalecchio di Reno, esempio di architettura contemporanea progettata dall'architetto Glauco Gresleri nel 1975.

## Infrastrutture e trasporti
Riale è attraversata dalla strada provinciale 569 via Bazzanese, già Strada statale 569 di Vignola, che dal 1883 al 1938 ospitava il binario della tranvia Bologna-Casalecchio-Vignola; nella località era presente la fermata Riale.
Nel 1938 la tranvia fu sostituita dalla attuale ferrovia elettrica, la cui fermata Riale è inserita nell'ambito del servizio ferroviario metropolitano di Bologna e servite dalle relazioni TPER con il capoluogo.

## Sport

### Calcio
A Riale è situato lo stadio comunale "Enrico Filippetti", nel quale giocano le squadre dello Zola Predosa la cui prima squadra milita nel campionato di Eccellenza.